# Ernst Horsetzky von Hornthal
Ernst Horsetzky Edler von Hornthal (Beč, 14. svibnja 1865. – Beč, 28. svibnja 1943.) je bio austrougarski general i vojni zapovjednik. Tijekom Prvog svjetskog rata zapovijedao je 3. pješačkom divizijom i XXVI. korpusom na Istočnom i Talijanskom bojištu.

## Vojna karijera
Ernst Horsetzky je rođen 14. svibnja 1865. godine u Beču. Srednju školu pohađa u St. Pöltenu i Mährisch-Weisskirchenu. Od 1882. pohađa Terezijansku vojnu akademiju u Bečkom Novom Mjestu, nakon čega od 1885. s činom poručnika služi u 21. bojnoj vojne policije. Godine 1889. promaknut je u čin natporučnika, te pohađa Ratnu vojnu akademiju u Beču. Od 1890. služi kao pobočnik u stožeru 25. pješačke divizije, da bi potom bio premješten na službu u 59. pješačku brigadu u Czernowitz. Godine 1893. promaknut je u čin satnika, dok od 1894. predaje vojnu povijest na Terezijanskoj vojnoj akademiji. Od 1897. nalazi se na službi u 38. pješačkoj pukovniji, dok je 1899. promaknut u čin bojnika, nakon čega služi u stožeru XIII. korpusa.
Od 1900. nalazi se na službi u uredu za vojne vježbe Glavnog stožera i to do 1905. godine. Tijekom službe u uredu 1903. unaprijeđen je u čin potpukovnika. Godine 1905. premješten je u 94. pješačku pukovniju gdje 1907. postaje zapovjednikom bojne. Tijekom službe u 94. pješačkoj pukovniji promaknut je u svibnju 1906. u čin pukovnika. Godine 1907. postaje načelnikom stožera XIII. korpusa na kojoj dužnosti se nalazi do 1911. kada je unaprijeđen u čin general bojnika, te imenovan zapovjednikom 59. pješačke brigade kojom zapovijeda i na početku Prvog svjetskog rata.

## Prvi svjetski rat
Na početku Prvog svjetskog rata 59. pješačka brigada nalazila se u sastavu Armijske grupe Kövess kojom je na Istočnom bojištu zapovijedao Hermann Kövess. Zapovijedajući 59 pješačkom brigadom Horsetzky sudjeluje u Galicijskoj bitci. Početkom listopada 1914. imenovan je zapovjednikom 3. pješačke divizije zamijenivši na tom mjestu Josefa Rotha. S navedenom divizijom uspješno sudjeluje u Bitci kod Limanowe-Lapanowa, nakon čega je promaknut u čin podmaršala. U svibnju 1915. 3. pješačka divizija sudjeluje u ofenzivi Gorlice-Tarnow u kojoj prodire prema Brest-Litovsku i Rovnu. 
U ožujku 1916. Horsetzky je s 3. pješačkom divizijom premješten na Talijansko bojište u sastav 11. armije pod zapovjedništvom Viktora Dankla. U sastavu navedene armije sudjeluje u Tirolskoj ofenzivi. Treća divizija se pod Horsetzkyjevim vodstvom na planinskom terenu vrlo dobro borila za što je dobila i naziv Edelwiess divizija. U srpnju 1917. Horsetzky je imenovan zapovjednikom XXVI. korpusa koji se tada nalazio na Istočnom bojištu. U siječnju 1918. korpus je premješten na Talijansko bojište u sastav 11. armije pod zapovjedništvom Viktora von Scheuchenstuela gdje drži položaje na Grappi. U svibnju 1918. Horsetzky je promaknut u čin generala pješaštva, dok u lipnju zapovijedajući XXVI. korpusom sudjeluje u Bitci na Piavi tijekom koje napada Monte Asolone. U listopadu  je sa XXVI. korpusom premješten u sastav Armijske grupe Belluno u sklopu koje sudjeluje u Bitci kod Vittoria Veneta.

## Poslije rata
Nakon završetka rata Horsetzky je s 1. siječnjem 1919. umirovljen. Preminuo je 28. svibnja 1943. u 78. godini života u Beču.

## Vanjske poveznice
(njem.) Ernst Horsetzky na stranici Biographien.ac.at

(češ.) Ernst Horsetzky na stranici Valka.cz